# Claudia Steffen
Claudia Steffen (geboren 1976 in Rostock) ist eine deutsche Filmproduzentin.

## Leben
Nach dem Abitur 1994 ging Claudia Steffen aus ihrer Heimatstadt Rostock erst nach Berlin, dann nach Köln.
Von 1994 bis 1998 arbeitete sie in Köln für die Gemini Films und spezialisierte sich auf das Management von internationalen Koproduktionen.
1998 wechselte sie zur Produktionsfirma Pandora Film. 2005 wurde sie dort Partnerin und übernahm 2012 außerdem die Geschäftsführung der Produktionsfirma.  Als geschäftsführende Gesellschafterin ist sie dort für internationale Filme zuständig.
2007 gründete sie mit Partnern die Terz Filmproduktion, die Fernseh-, Dokumentar- und Spielfilme produziert.
Seit 1997 leitet Steffen regelmäßig Seminare über Film(ko)produktionen. Sie war in mehreren Jurys bei der Vergabe von Filmpreisen vertreten.

## Filmografie (Auswahl)
- 2006: Valley of Flowers
- 2010: Im Alter von Ellen
- 2010: Hochzeitspolka
- 2011: Über uns das All
- 2012: Ruhm
- 2014: Vergiss mein Ich
- 2016: Paula
- 2016: Marija
- 2018: Gundermann
- 2018: High Life
- 2021: Je suis Karl
- 2023: The Practice
- 2024: In Liebe, Eure Hilde
- 2024: Transamazonia

## Auszeichnungen
- 2012: Aufnahme von Über uns das All in die Spielfilm-Vorauswahl für den Deutschen Filmpreis
- 2013: Einladung in den Wettbewerb der Berlinale für den Film Layla Fourie
- 2017: Nominierung für den Großen Preis der Jury für den besten Film beim Riviera International Film Festival für Marija[4]
- 2019: Deutscher Filmpreis in Gold für Gundermann
- 2020: Filmkunstpreis auf dem Festival des deutschen Films in Ludwigshafen für Vergiss mein Ich
- 2022: Deutscher Filmpreis in Silber als Bester Spielfilm für Rabiye Kurnaz gegen George W. Bush

## Mitgliedschaften und Ämter (Auswahl)
- Mitglied bei ACE-Atelier du Cinéma Européen[2]
- Mitglied der deutschen Filmakademie[2]
- 2019: Mitglied der Jury beim Münchner Filmfest
- 2019: Mitglied der Jury beim Förderpreis Neues Deutsches Kino
- 2021: Mitglied der Jury des 11. Festivals des deutschen Films in Ludwigshafen[3]

## Engagement
2019 unterzeichnete Claudia Steffen zusammen mit über 600 anderen Filmschaffenden eine gemeinsame Erklärung zum Treffen des Geschäftsführers der Hessen Film und Medien GmbH Hans Joachim Mendig mit dem damaligen AfD-Bundessprecher Jörg Meuthen. Darin missbilligten die Unterzeichner das Treffen und forderten Hans Joachim Mendig zum Rücktritt auf. Er habe durch sein Verhalten den Ruf der Hessen Film, „der durch seine autoritäre Amtsführung bereits vorher belastet war, weiter schwer beschädigt“.